# Asemostera arcana
Asemostera arcana là một loài nhện trong họ Linyphiidae. Loài này komt voor van Costa Rica đến Venezuela.